# Wie ich die Welt sehe
Wie ich die Welt sehe ist ein Kartenspiel für zwei bis zehn Spieler aus dem Jahr 2004. Das erstmals bei Fata Morgana verlegte Spiel des Schweizer Spieleautors Urs Hostettler belegte beim à la carte Kartenspielpreis 2005 den dritten Platz und erhielt von der Jury des Spiel des Jahres einen Platz auf der Empfehlungsliste.

## Idee und Material
Ähnlich wie bei dem im Jahr 1992 erschienenen Spiel Der wahre Walter muss in einem Satz ein Platzhalterwort ersetzt werden.
Das Spiel besteht aus zwei Kartentypen: 56 Meine-Welt-Karten und 392 Es-Karten. Auf den Meine-Welt-Karten steht ein Satz mit einem Platzhaltersymbol (ein Wölkchen), z. B. „ich fänd's sehr reizvoll, (Wölkchen) fernsteuern zu können.“ Die Es-Karten bestehen aus Namen oder Bezeichnungen von Objekten oder Personen, z. B. „ein Trostpreis“ oder „Snowboarders“. Ziel des Spieles ist es, passende Antworten (Es-Karten) für die Wölkchen der Meine-Welt-Karten zu finden.

## Spielablauf
Ein Spieler liest eine Meine-Welt-Karte vor. Jeder Mitspieler legt nun eine Es-Karte aus seiner Hand verdeckt in die Tischmitte. Vom Es-Karten-Reservestapel wird ebenso eine verdeckt dazu gelegt. Der Spieler, der an der Reihe ist und die Meine-Welt-Karte vorgelesen hat, mischt nun die Es-Karten und deckt sie auf. Er wählt anschließend diejenige aus, die er für die passendste Antwort für den Platzhalter im Satz der Meine-Welt-Karte hält. Derjenige, der die passendste Karte gelegt hat, bekommt einen Siegpunkt und ist der nächste Spieler, der eine Meine-Welt-Karte vorlesen darf. Wurde als passende Antwort die Es-Karte des Reservestapels ausgewählt, so wird dem Spieler ein Siegpunkt abgezogen.
Nur diejenigen Mitspieler, deren Antwort nicht ausgewählt wurde, ergänzen ihre Es-Karten-Hand mit einer Karte vom Reservestapel. Der Siegpunktestand des einzelnen Spielers minimiert also die Anzahl der Es-Karten, die er auf der Hand halten darf. Wurden beispielsweise die Antworten eines Spielers bereits drei Mal ausgewählt, so hat er für die kommenden Spielrunden drei Karten weniger zur Verfügung, wodurch die führenden Spieler ein Handicap erhalten: mit weniger Es-Karten auf der Hand wird es schwieriger, eine passende Antwort bei der nächsten Meine-Welt-Karte zu finden. Gewonnen hat derjenige Spieler, der eine vorgegebene Anzahl Siegpunkte überschreitet.

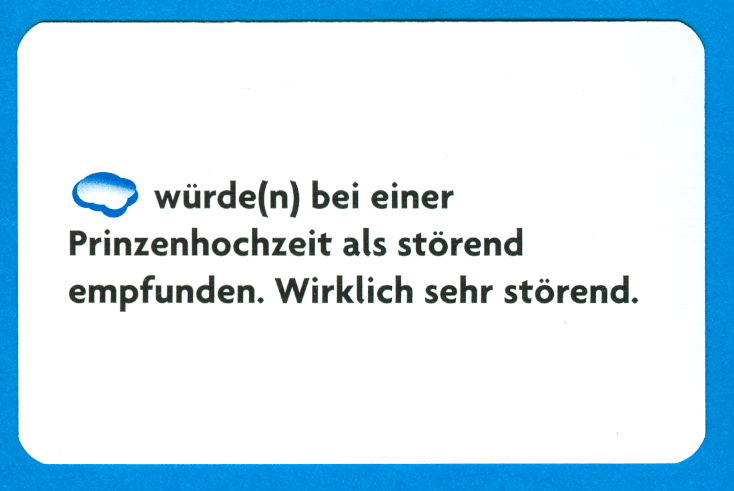
Meine-Welt-Karte
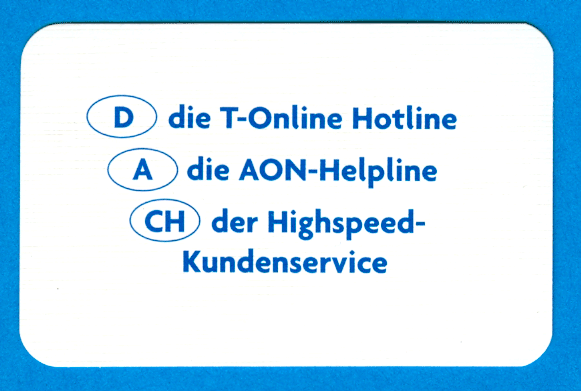
Es-Karte